# Championnat du monde des rallyes 2008
Navigation
2007 2009
Le championnat passe de 16 à 15 épreuves.
Un nouveau rallye fait son apparition : la Jordanie. Le Zulu Rally en Afrique du Sud prévu du 7 au 9 mars a été annulé.
Un rallye revient au calendrier : le rallye de Turquie.
Disparaissent : les rallyes du Portugal, d'Irlande et de Norvège.

## Calendrier / Résultats
| Manche | Rallye                                 | Podium | Podium             | Podium                | Podium                             | Podium            |
| Manche | Rallye                                 | Pos.   | Pilote             | Voiture               | Équipe                             | Temps             |
| ------ | -------------------------------------- | ------ | ------------------ | --------------------- | ---------------------------------- | ----------------- |
| 1re    | Rallye Monte-Carlo 24-27 janvier       | 1er    | Sébastien Loeb     | Citroën C4 WRC        | Citroën Total World Rally Team     | 3 h 39 min 17 s 0 |
| 1re    | Rallye Monte-Carlo 24-27 janvier       | 2e     | Mikko Hirvonen     | Ford Focus RS WRC 07  | BP Ford Abu Dhabi World Rally Team | 3 h 41 min 51 s 4 |
| 1re    | Rallye Monte-Carlo 24-27 janvier       | 3e     | Chris Atkinson     | Subaru Impreza WRC 07 | Subaru World Rally Team            | 3 h 42 min 15 s 6 |
|        |                                        |        |                    |                       |                                    |                   |
| 2e     | Rallye de Suède 8-10 février           | 1er    | Jari-Matti Latvala | Ford Focus RS WRC 07  | BP Ford Abu Dhabi World Rally Team | 2 h 46 min 41 s 2 |
| 2e     | Rallye de Suède 8-10 février           | 2e     | Mikko Hirvonen     | Ford Focus RS WRC 07  | BP Ford Abu Dhabi World Rally Team | 2 h 47 min 39 s 5 |
| 2e     | Rallye de Suède 8-10 février           | 3e     | Gianluigi Galli    | Ford Focus RS WRC 06  | Stobart VK M-Sport Ford Rally Team | 2 h 49 min 04 s 4 |
|        |                                        |        |                    |                       |                                    |                   |
| 3e     | Rallye du Mexique 28 février-2 mars    | 1er    | Sébastien Loeb     | Citroën C4 WRC        | Citroën Total World Rally Team     | 3 h 33 min 29 s 9 |
| 3e     | Rallye du Mexique 28 février-2 mars    | 2e     | Chris Atkinson     | Subaru Impreza WRC 07 | Subaru World Rally Team            | 3 h 34 min 36 s 0 |
| 3e     | Rallye du Mexique 28 février-2 mars    | 3e     | Jari-Matti Latvala | Ford Focus RS WRC 06  | BP Ford Abu Dhabi World Rally Team | 3 h 35 min 09 s 6 |
|        |                                        |        |                    |                       |                                    |                   |
| 4e     | Rallye d'Argentine 28-30 mars          | 1er    | Sébastien Loeb     | Citroën C4 WRC        | Citroën Total World Rally Team     | 5 h 05 min 48 s 6 |
| 4e     | Rallye d'Argentine 28-30 mars          | 2e     | Chris Atkinson     | Subaru Impreza WRC 07 | Subaru World Rally Team            | 5 h 08 min 21 s 8 |
| 4e     | Rallye d'Argentine 28-30 mars          | 3e     | Daniel Sordo       | Citroën C4 WRC        | Citroën Total World Rally Team     | 5 h 09 min 53 s 3 |
|        |                                        |        |                    |                       |                                    |                   |
| 5e     | Rallye de Jordanie 24-27 avril         | 1er    | Mikko Hirvonen     | Ford Focus RS WRC 07  | BP Ford Abu Dhabi World Rally Team | 4 h 02 min 47 s 9 |
| 5e     | Rallye de Jordanie 24-27 avril         | 2e     | Daniel Sordo       | Citroën C4 WRC        | Citroën Total World Rally Team     | 4 h 04 min 03 s 6 |
| 5e     | Rallye de Jordanie 24-27 avril         | 3e     | Chris Atkinson     | Subaru Impreza WRC 07 | Subaru World Rally Team            | 4 h 07 min 47 s 4 |
|        |                                        |        |                    |                       |                                    |                   |
| 6e     | Rallye de Sardaigne 16-18 mai          | 1er    | Sébastien Loeb     | Citroën C4 WRC        | Citroën Total World Rally Team     | 3 h 57 min 17 s 2 |
| 6e     | Rallye de Sardaigne 16-18 mai          | 2e     | Mikko Hirvonen     | Ford Focus RS WRC 07  | BP Ford Abu Dhabi World Rally Team | 3 h 57 min 27 s 8 |
| 6e     | Rallye de Sardaigne 16-18 mai          | 3e     | Jari-Matti Latvala | Ford Focus RS WRC 07  | BP Ford Abu Dhabi World Rally Team | 3 h 57 min 32 s 5 |
|        |                                        |        |                    |                       |                                    |                   |
| 7e     | Rallye de l'Acropole 29 mai-1er juin   | 1er    | Sébastien Loeb     | Citroën C4 WRC        | Citroën Total World Rally Team     | 3 h 54 min 54 s 7 |
| 7e     | Rallye de l'Acropole 29 mai-1er juin   | 2e     | Petter Solberg     | Subaru Impreza WRC 07 | Subaru World Rally Team            | 3 h 56 min 04 s 2 |
| 7e     | Rallye de l'Acropole 29 mai-1er juin   | 3e     | Mikko Hirvonen     | Ford Focus RS WRC 07  | BP Ford Abu Dhabi World Rally Team | 3 h 56 min 50 s 8 |
|        |                                        |        |                    |                       |                                    |                   |
| 8e     | Rallye de Turquie 13-15 juin           | 1er    | Mikko Hirvonen     | Ford Focus RS WRC 07  | BP Ford Abu Dhabi World Rally Team | 4 h 42 min 07 s 1 |
| 8e     | Rallye de Turquie 13-15 juin           | 2e     | Jari-Matti Latvala | Ford Focus RS WRC 07  | BP Ford Abu Dhabi World Rally Team | 4 h 42 min 15 s 0 |
| 8e     | Rallye de Turquie 13-15 juin           | 3e     | Sébastien Loeb     | Citroën C4 WRC        | Citroën Total World Rally Team     | 4 h 42 min 22 s 8 |
|        |                                        |        |                    |                       |                                    |                   |
| 9e     | Rallye de Finlande 31 juillet-3 août   | 1er    | Sébastien Loeb     | Citroën C4 WRC        | Citroën Total World Rally Team     | 2 h 54 min 05 s 5 |
| 9e     | Rallye de Finlande 31 juillet-3 août   | 2e     | Mikko Hirvonen     | Ford Focus RS WRC 07  | BP Ford Abu Dhabi World Rally Team | 2 h 54 min 14 s 5 |
| 9e     | Rallye de Finlande 31 juillet-3 août   | 3e     | Chris Atkinson     | Subaru Impreza WRC 07 | Subaru World Rally Team            | 2 h 57 min 22 s 5 |
|        |                                        |        |                    |                       |                                    |                   |
| 10e    | Rallye d'Allemagne 15-17 août          | 1er    | Sébastien Loeb     | Citroën C4 WRC        | Citroën Total World Rally Team     | 3 h 26 min 19 s 7 |
| 10e    | Rallye d'Allemagne 15-17 août          | 2e     | Daniel Sordo       | Citroën C4 WRC        | Citroën Total World Rally Team     | 3 h 27 min 07 s 4 |
| 10e    | Rallye d'Allemagne 15-17 août          | 3e     | François Duval     | Ford Focus RS WRC 06  | Stobart VK M-Sport Ford Rally Team | 3 h 27 min 39 s 7 |
|        |                                        |        |                    |                       |                                    |                   |
| 11e    | Rallye de Nouvelle-Zélande 28-31 août  | 1er    | Sébastien Loeb     | Citroën C4 WRC        | Citroën Total World Rally Team     | 3 h 59 min 18 s 9 |
| 11e    | Rallye de Nouvelle-Zélande 28-31 août  | 2e     | Daniel Sordo       | Citroën C4 WRC        | Citroën Total World Rally Team     | 3 h 59 min 36 s 4 |
| 11e    | Rallye de Nouvelle-Zélande 28-31 août  | 3e     | Mikko Hirvonen     | Ford Focus RS WRC 08  | BP Ford Abu Dhabi World Rally Team | 4 h 00 min 00 s 4 |
|        |                                        |        |                    |                       |                                    |                   |
| 12e    | Rallye de Catalogne 2-5 octobre        | 1er    | Sébastien Loeb     | Citroën C4 WRC        | Citroën Total World Rally Team     | 3 h 21 min 17 s 4 |
| 12e    | Rallye de Catalogne 2-5 octobre        | 2e     | Daniel Sordo       | Citroën C4 WRC        | Citroën Total World Rally Team     | 3 h 21 min 42 s 1 |
| 12e    | Rallye de Catalogne 2-5 octobre        | 3e     | Mikko Hirvonen     | Ford Focus RS WRC 08  | BP Ford Abu Dhabi World Rally Team | 3 h 21 min 55 s 0 |
|        |                                        |        |                    |                       |                                    |                   |
| 13e    | Tour de Corse 10-12 octobre            | 1er    | Sébastien Loeb     | Citroën C4 WRC        | Citroën Total World Rally Team     | 3 h 42 min 58 s 0 |
| 13e    | Tour de Corse 10-12 octobre            | 2e     | Mikko Hirvonen     | Ford Focus RS WRC 08  | BP Ford Abu Dhabi World Rally Team | 3 h 46 min 22 s 7 |
| 13e    | Tour de Corse 10-12 octobre            | 3e     | François Duval     | Ford Focus RS WRC 08  | BP Ford Abu Dhabi World Rally Team | 3 h 46 min 29 s 6 |
|        |                                        |        |                    |                       |                                    |                   |
| 14e    | Rallye du Japon 31 octobre-2 novembre  | 1er    | Mikko Hirvonen     | Ford Focus RS WRC 08  | BP Ford Abu Dhabi World Rally Team | 3 h 25 min 03 s 0 |
| 14e    | Rallye du Japon 31 octobre-2 novembre  | 2e     | Jari-Matti Latvala | Ford Focus RS WRC 08  | BP Ford Abu Dhabi World Rally Team | 3 h 25 min 34 s 1 |
| 14e    | Rallye du Japon 31 octobre-2 novembre  | 3e     | Sébastien Loeb     | Citroën C4 WRC        | Citroën Total World Rally Team     | 3 h 27 min 33 s 6 |
|        |                                        |        |                    |                       |                                    |                   |
| 15e    | Rallye de Grande-Bretagne 5-7 décembre | 1er    | Sébastien Loeb     | Citroën C4 WRC        | Citroën Total World Rally Team     | 2 h 43 min 09 s 6 |
| 15e    | Rallye de Grande-Bretagne 5-7 décembre | 2e     | Jari-Matti Latvala | Ford Focus RS WRC 08  | BP Ford Abu Dhabi World Rally Team | 2 h 43 min 22 s 3 |
| 15e    | Rallye de Grande-Bretagne 5-7 décembre | 3e     | Daniel Sordo       | Citroën C4 WRC        | Citroën Total World Rally Team     | 2 h 44 min 30 s 2 |
|        |                                        |        |                    |                       |                                    |                   |

## Équipes et Pilotes
| Écurie                                      | Constructeur | Voiture                  | Pilote                    | Copilote              | Manches                   |
| ------------------------------------------- | ------------ | ------------------------ | ------------------------- | --------------------- | ------------------------- |
| Citroën Total WRT (écurie officielle)       | Citroën      | Citroën C4 WRC           | Sébastien Loeb            | Daniel Elena          | Toutes                    |
| Citroën Total WRT (écurie officielle)       | Citroën      | Citroën C4 WRC           | Dani Sordo                | Marc Martí            | Toutes                    |
| World Rally Team Estonia                    | Citroën      | Citroën C4 WRC           | Urmo Aava                 | Kuldar Sikk           | 2, 5-13                   |
| Equipe de France FFSA                       | Citroën      | Citroën C4 WRC           | Sébastien Ogier           | Julien Ingrassia      | 15                        |
| Privé                                       | Citroën      | Citroën C4 WRC           | Conrad Rautenbach         | Davis Senior          | 3-16                      |
| Privé                                       | Citroën      | Citroën Xsara WRC        | Conrad Rautenbach         | Davis Senior          | 1-2                       |
| BP Ford Abu Dhabi WRT (écurie officielle)   | Ford         | Ford Focus WRC (phase 3) | Mikko Hirvonen            | Jarmo Lehtinen        | Toutes                    |
| BP Ford Abu Dhabi WRT (écurie officielle)   | Ford         | Ford Focus WRC (phase 3) | Jari-Matti Latvala        | Miikka Anttila        | 1-11, 14-15               |
| BP Ford Abu Dhabi WRT (écurie officielle)   | Ford         | Ford Focus WRC (phase 3) | Khalid Al-Qassimi         | Michael Orr           | 1-2, 5-7, 9-10, 12-13, 15 |
| BP Ford Abu Dhabi WRT (écurie officielle)   | Ford         | Ford Focus WRC (phase 3) | François Duval            | Patrick Pivato        | 12-13                     |
| Stobart VK Ford Rally Team                  | Ford         | Ford Focus WRC (phase 3) | Gianluigi Galli           | Giovanni Bernacchini  | 1-10                      |
| Stobart VK Ford Rally Team                  | Ford         | Ford Focus WRC (phase 3) | François Duval            | Eddy Chevaillier      | 1                         |
| Stobart VK Ford Rally Team                  | Ford         | Ford Focus WRC (phase 3) | François Duval            | Patrick Pivato        | 10-11, 14                 |
| Stobart VK Ford Rally Team                  | Ford         | Ford Focus WRC (phase 3) | François Duval            | Denis Giraudet        | 16                        |
| Stobart VK Ford Rally Team                  | Ford         | Ford Focus WRC (phase 3) | Matthew Wilson            | Scott Martin          | Toutes                    |
| Stobart VK Ford Rally Team                  | Ford         | Ford Focus WRC (phase 3) | Barry Clark               | Paul Nagle            | 13, 15                    |
| Stobart VK Ford Rally Team                  | Ford         | Ford Focus WRC (phase 2) | Steve Perez               | Paul Spooner          | 15                        |
| Stobart VK Ford Rally Team                  | Ford         | Ford Focus WRC (phase 2) | Dave Weston, Jr.          | Aled Davies           | 15                        |
| Stobart VK Ford Rally Team                  | Ford         | Ford Focus WRC (phase 3) | Henning Solberg           | Cato Menkerud         | 1-2, 4-5, 7-10, 13, 15    |
| Munchi's Ford WRT                           | Ford         | Ford Focus WRC (phase 3) | Henning Solberg           | Cato Menkerud         | 3, 6, 11-12, 14           |
| Munchi's Ford WRT                           | Ford         | Ford Focus WRC (phase 3) | Federico Villagra         | Jorge Perez Companc   | 3-6, 8-9, 11-12, 14       |
| Munchi's Ford WRT                           | Ford         | Ford Focus WRC (phase 3) | Federico Villagra         | Jose Maria Volta      | 7                         |
| Munchi's Ford WRT                           | Ford         | Ford Focus WRC (phase 3) | Luis Perez Companc        | Jose Maria Volta      | 4, 9                      |
| Munchi's Ford WRT                           | Ford         | Ford Focus WRC (phase 3) | Barry Clark               | José Luis Díaz        | 5                         |
| Munchi's Ford WRT                           | Ford         | Ford Focus WRC (phase 3) | Barry Clark               | Paul Nagle            | 8                         |
| Munchi's Ford WRT                           | Ford         | Ford Focus WRC (phase 3) | Armodios Vovos            | El-Em                 | 7                         |
| Ramsport                                    | Ford         | Ford Focus WRC (phase 3) | Andreas Mikkelsen         | Ola Fløene            | 2, 8-10, 12-13            |
| Ramsport                                    | Ford         | Ford Focus WRC (phase 3) | Andreas Mikkelsen         | Maria Andersson       | 6                         |
| Van Merksteijn Motorsport                   | Ford         | Ford Focus WRC (phase 3) | Peter van Merksteijn      | Hilco van Beek        | 2, 6, 10                  |
| Van Merksteijn Motorsport                   | Ford         | Ford Focus WRC (phase 3) | Peter van Merksteijn      | Erwin Berkhof         | 12                        |
| Van Merksteijn Motorsport                   | Ford         | Ford Focus WRC (phase 3) | Peter van Merksteijn, Jr. | Eddy Chevaillier      | 10, 12                    |
| Privé                                       | Ford         | Ford Focus WRC (phase 3) | Matti Rantanen            | Jan Lönegren          | 9                         |
| Privé                                       | Ford         | Ford Focus WRC (phase 3) | Erik Wevers               | Jalmar van Weeren     | 10                        |
| Privé                                       | Ford         | Ford Focus WRC (phase 3) | René Kuipers              | Erwin Mombaerts       | 10                        |
| Privé                                       | Ford         | Ford Focus WRC (phase 3) | Dennis Kuipers            | Kees Hagman           | 10                        |
| Privé                                       | Ford         | Ford Focus WRC (phase 3) | Valentino Rossi           | Carlo Cassina         | 15                        |
| Privé                                       | Ford         | Ford Focus WRC (phase 2) | Jouni Arolainen           | Risto Pietiläinen     | 9                         |
| Subaru World Rally Team (écurie officielle) | Subaru       | Subaru Impreza S14 WRC   | Petter Solberg            | Phil Mills            | 7-15                      |
| Subaru World Rally Team (écurie officielle) | Subaru       | Subaru Impreza S14 WRC   | Chris Atkinson            | Stéphane Prévot       | 7-15                      |
| Subaru World Rally Team (écurie officielle) | Subaru       | Subaru Impreza S14 WRC   | Brice Tirabassi           | Fabrice Gordon        | 12-13                     |
| Subaru World Rally Team (écurie officielle) | Subaru       | Subaru Impreza S12B WRC  | Petter Solberg            | Phil Mills            | 1-6                       |
| Subaru World Rally Team (écurie officielle) | Subaru       | Subaru Impreza S12B WRC  | Chris Atkinson            | Stéphane Prévot       | 1-6                       |
| Adapta AS                                   | Subaru       | Subaru Impreza S12B WRC  | Mads Østberg              | Ole Kristian Unnerud  | 2, 6-7, 9, 12-13, 15      |
| Privé                                       | Subaru       | Subaru Impreza S12B WRC  | Gareth Jones              | David Moynihan        | 10                        |
| Privé                                       | Subaru       | Subaru Impreza S12B WRC  | Gareth Jones              | Clive Jenkins         | 12-13, 15                 |
| Privé                                       | Subaru       | Subaru Impreza S12B WRC  | Eamonn Boland             | Damien Morrissey      | 12, 15                    |
| Privé                                       | Subaru       | Subaru Impreza S12 WRC   | Mark van Eldik            | Michel Groenewoud     | 10                        |
| Privé                                       | Subaru       | Subaru Impreza S11 WRC   | François Padrona          | Jean-François Mancini | 13                        |
| Privé                                       | Subaru       | Subaru Impreza S7 WRC    | Joan Ollé                 | Nicolás del Corral    | 12                        |
| Suzuki World Rally Team équipe officielle   | Suzuki       | Suzuki SX4 WRC           | Toni Gardemeister         | Tomi Tuominen         | Toutes                    |
| Suzuki World Rally Team équipe officielle   | Suzuki       | Suzuki SX4 WRC           | Per-Gunnar Andersson      | Jonas Andersson       | Toutes                    |
| Privé                                       | Peugeot      | Peugeot 307 WRC          | Jean-Marie Cuoq           | Philippe Janvier      | 1                         |
| Privé                                       | Peugeot      | Peugeot 307 WRC          | Laurent Carbonaro         | Marc-Emilien Choudey  | 1                         |
| Privé                                       | Peugeot      | Peugeot 307 WRC          | Armando Pereira           | Antoine Paque         | 13                        |
| Privé                                       | Peugeot      | Peugeot 307 WRC          | José Micheli              | Virginie Dejoye       | 13                        |
| Privé                                       | Peugeot      | Peugeot 206 WRC          | Frédéric Romeyer          | Thomas Fournel        | 1                         |
| Privé                                       | Peugeot      | Peugeot 206 WRC          | Ricardo Triviño           | Sergio Salom          | 3                         |
| Privé                                       | Peugeot      | Peugeot 206 WRC          | Albert Orriols            | Lluis Pujolar         | 12                        |
| Privé                                       | Peugeot      | Peugeot 206 WRC          | Alain Vauthier            | Gaëtan Houssin        | 13                        |
| Privé                                       | Peugeot      | Peugeot 206 WRC          | Georges Guebey            | Nadège Passaquin      | 13                        |
| Privé                                       | Škoda        | Škoda Fabia WRC          | Harry Kleinjan            | Annemieke Hulzebos    | 10                        |
| Privé                                       | Škoda        | Škoda Octavia WRC        | Riccardo Errani           | Stefano Casadio       | 1                         |
| Privé                                       | Škoda        | Škoda Octavia WRC        | Jukka Metsälä             | Sari Ohra-Aho         | 9                         |

## Classements
| Classement pilotes | Classement pilotes   | Classement pilotes | Classement pilotes | Classement pilotes | Classement pilotes | Classement pilotes | Classement pilotes | Classement pilotes | Classement pilotes | Classement pilotes | Classement pilotes | Classement pilotes | Classement pilotes | Classement pilotes | Classement pilotes | Classement pilotes | Classement pilotes |
| Rang               | Pilotes              | Rallyes            | Rallyes            | Rallyes            | Rallyes            | Rallyes            | Rallyes            | Rallyes            | Rallyes            | Rallyes            | Rallyes            | Rallyes            | Rallyes            | Rallyes            | Rallyes            | Rallyes            | Total points       |
| Rang               | Pilotes              | MON                | SWE                | MEX                | ARG                | JOR                | ITA                | GRE                | TUR                | FIN                | GER                | NZL                | ESP                | FRA                | JPN                | GBR                | Total points       |
| ------------------ | -------------------- | ------------------ | ------------------ | ------------------ | ------------------ | ------------------ | ------------------ | ------------------ | ------------------ | ------------------ | ------------------ | ------------------ | ------------------ | ------------------ | ------------------ | ------------------ | ------------------ |
| 1er                | Sébastien Loeb       | 10                 | Ab.                | 10                 | 10                 | 0                  | 10                 | 10                 | 6                  | 10                 | 10                 | 10                 | 10                 | 10                 | 6                  | 10                 | 122                |
| 2e                 | Mikko Hirvonen       | 8                  | 8                  | 5                  | 4                  | 10                 | 8                  | 6                  | 10                 | 8                  | 5                  | 6                  | 6                  | 8                  | 10                 | 1                  | 103                |
| 3e                 | Daniel Sordo         | 0                  | 3                  | 0                  | 6                  | 8                  | 4                  | 4                  | 5                  | 5                  | 8                  | 8                  | 8                  | Ab.                | Dq.                | 6                  | 65                 |
| 4e                 | Jari-Matti Latvala   | 0                  | 10                 | 6                  | 0                  | 2                  | 6                  | 2                  | 8                  | 0                  | 0                  | Ab.                | 3                  | 5                  | 8                  | 8                  | 58                 |
| 5e                 | Chris Atkinson       | 6                  | 0                  | 8                  | 8                  | 6                  | 3                  | Ab.                | 0                  | 6                  | 3                  | Ab.                | 2                  | 3                  | 5                  | Ab.                | 50                 |
| 6e                 | Petter Solberg       | 4                  | 5                  | 0                  | Ab.                | Ab.                | 0                  | 8                  | 3                  | 3                  | 4                  | 5                  | 4                  | 4                  | 1                  | 5                  | 46                 |
| 7e                 | François Duval       | 5                  | -                  | -                  | -                  | -                  | -                  | -                  | -                  | -                  | 6                  | Ab.                | 5                  | 6                  | Ab.                | 3                  | 25                 |
| 8e                 | Henning Solberg      | 0                  | 0                  | 4                  | Ab.                | 5                  | 2                  | 1                  | 4                  | 4                  | 2                  | 0                  | 0                  | 0                  | Ab.                | Ab.                | 22                 |
| 9e                 | Gianluigi Galli      | 3                  | 6                  | Ab.                | 2                  | 1                  | 5                  | Ab.                | Re.                | Ab.                | Ab.                | ?                  | -                  | -                  | -                  | -                  | 17                 |
| 10e                | Matthew Wilson       | 0                  | Ab.                | 3                  | Ab.                | 4                  | 0                  | 3                  | 2                  | 0                  | 0                  | 0                  | 0                  | 1                  | 2                  | 0                  | 15                 |
| 11e                | Urmo Aava            | -                  | 0                  | -                  | -                  | Ab.                | 1                  | 5                  | Ab.                | 0                  | 1                  | 4                  | Ab.                | 2                  | -                  | ?                  | 13                 |
| 12e                | Per-Gunnar Andersson | 1                  | Ab.                | Ab.                | 0                  | Ab.                | 0                  | 0                  | Ab.                | Ab.                | 0                  | 3                  | 0                  | 0                  | 4                  | 4                  | 12                 |
| 13e                | Toni Gardemeister    | Ab.                | 2                  | Ab.                | Ab.                | Ab.                | Ab.                | 0                  | Ab.                | 1                  | 0                  | 2                  | 0                  | 0                  | 3                  | 2                  | 10                 |
| 14e                | Federico Villagra    | -                  | -                  | 2                  | 3                  | 3                  | 0                  | 0                  | 0                  | Ab.                | -                  | 1                  | 0                  | -                  | 0                  | -                  | 9                  |
| 15e                | Conrad Rautenbach    | Ab.                | 0                  | 0                  | 5                  | 0                  | 0                  | 0                  | 1                  | 0                  | 0                  | Ab.                | Ab.                | 0                  | Re.                | 0                  | 6                  |
| 16e                | Andreas Mikkelsen    | -                  | 4                  | -                  | -                  | -                  | -                  | Ab.                | 0                  | 0                  | 0                  | -                  | 1                  | 0                  | -                  | -                  | 5                  |
| 17e                | Jean-Marie Cuoq      | 2                  | -                  | -                  | -                  | -                  | -                  | -                  | -                  | -                  | -                  | -                  | -                  | -                  | -                  | -                  | 2                  |
| 18e                | Matti Rantanen       | -                  | -                  | -                  | -                  | -                  | -                  | -                  | -                  | 2                  | -                  | -                  | -                  | -                  | -                  | -                  | 2                  |
| 19e                | Juho Hänninen        | -                  | 1                  | -                  | -                  | -                  | -                  | 0                  | -                  | 0                  | -                  | 0                  | 0                  | 0                  | 0                  | Ab.                | 1                  |
| 20e                | Andreas Aigner       | -                  | 0                  | -                  | 1                  | -                  | -                  | 0                  | 0                  | Ab.                | -                  | Ab.                | -                  | -                  | -                  | 0                  | 1                  |
| 21e                | Sébastien Ogier      | -                  | -                  | 1                  | -                  | 0                  | 0                  | -                  | -                  | 0                  | 0                  | -                  | Re.                | 0                  | -                  | 0                  | 1                  |

| Couleur | Résultat                                                         |
| ------- | ---------------------------------------------------------------- |
| Or      | Vainqueur                                                        |
| Argent  | 2e place                                                         |
| Bronze  | 3e place                                                         |
| Vert    | Classé, dans les points                                          |
| Bleu    | Classé, hors des points Non classé (Nc.)                         |
| Mauve   | Abandon (Ab.) Retrait (Re.)                                      |
| Noir    | Disqualifié (Dq.)                                                |
| Blanc   | N'a pas pris le départ (Np.) Forfait (Forf.) Épreuve annulée (A) |
| Aucune  | N'a pas participé (-)                                            |

| Classement constructeurs | Classement constructeurs   | Classement constructeurs | Classement constructeurs | Classement constructeurs | Classement constructeurs | Classement constructeurs | Classement constructeurs | Classement constructeurs | Classement constructeurs | Classement constructeurs | Classement constructeurs | Classement constructeurs | Classement constructeurs | Classement constructeurs | Classement constructeurs | Classement constructeurs | Classement constructeurs |
| Rang                     | Écuries                    | Rallyes                  | Rallyes                  | Rallyes                  | Rallyes                  | Rallyes                  | Rallyes                  | Rallyes                  | Rallyes                  | Rallyes                  | Rallyes                  | Rallyes                  | Rallyes                  | Rallyes                  | Rallyes                  | Rallyes                  | Total points             |
| Rang                     | Écuries                    | MON                      | SWE                      | MEX                      | ARG                      | JOR                      | ITA                      | GRE                      | TUR                      | FIN                      | GER                      | NZL                      | ESP                      | FRA                      | JPN                      | GBR                      | Total points             |
| ------------------------ | -------------------------- | ------------------------ | ------------------------ | ------------------------ | ------------------------ | ------------------------ | ------------------------ | ------------------------ | ------------------------ | ------------------------ | ------------------------ | ------------------------ | ------------------------ | ------------------------ | ------------------------ | ------------------------ | ------------------------ |
| 1er                      | Red Bull-Citroën Total WRT | 11                       | 4                        | 10                       | 16                       | 9                        | 14                       | 15                       | 11                       | 15                       | 18                       | 18                       | 18                       | 10                       | 6                        | 16                       | 191                      |
| 2e                       | BP-Ford Abu Dhabi WRT      | 8                        | 18                       | 11                       | 7                        | 13                       | 14                       | 10                       | 18                       | 9                        | 7                        | 6                        | 11                       | 14                       | 18                       | 9                        | 173                      |
| 3e                       | Subaru WRT                 | 10                       | 6                        | 9                        | 8                        | 6                        | 3                        | 8                        | 3                        | 9                        | 7                        | 5                        | 6                        | 7                        | 6                        | 5                        | 98                       |
| 4e                       | Stobart M-Sport Ford RT    | 8                        | 8                        | 3                        | 3                        | 7                        | 5                        | 3                        | 4                        | 4                        | 6                        | -                        | 4                        | 7                        | 2                        | 3                        | 67                       |
| 5e                       | Suzuki                     | 2                        | 3                        | -                        | 1                        | -                        | 1                        | 3                        | -                        | 2                        | 1                        | 7                        | -                        | 1                        | 7                        | 6                        | 34                       |
| 6e                       | Munchi's Ford WRT          | -                        | -                        | 6                        | 4                        | 4                        | 2                        | -                        | 3                        | -                        | -                        | 3                        | -                        | -                        | -                        | -                        | 22                       |